# Osmîlovîci, Ivanîci
Osmîlovîci (în ucraineană Осмиловичі) este un sat în comuna Stara Lișnea din raionul Ivanîci, regiunea Volînia, Ucraina.

## Demografie
Componența lingvistică a localității Osmîlovîci
     Ucraineană (98,49%)
     Rusă (1,51%)
Conform recensământului din 2001, majoritatea populației localității Osmîlovîci era vorbitoare de ucraineană (98,49%), existând în minoritate și vorbitori de rusă (1,51%).